# نیروگاه هسته‌ای میهاما
نیروگاه هسته‌ای میهاما (به لاتین: Mihama Nuclear Power Plant) یک نیروگاه هسته‌ای در ژاپن است که در میهاما، فوکوئی واقع شده‌است.